# Philodytes umbrinus
Philodytes umbrinus es una especie de coleóptero adéfago  perteneciente a la familia Dytiscidae. Es la única especie del género Philodytes.